# Micreschara
Micreschara is een geslacht van weekdieren uit de klasse van de Gastropoda (slakken).

## Soorten
- Micreschara esculenta (Laws, 1944) †
- Micreschara jocelynae (Laws, 1939) †